# Jefferson (football, 1988)
Pour les articles homonymes, voir Jefferson.
Jefferson Nascimento, dit Jefferson, est un footballeur brésilien né le 5 juillet 1988 à Campo Formoso (Brésil). Il évolue au poste de latéral-gauche au FC Lugano.

## Biographie
Le 29 mai 2013, il connaît la consécration en étant officiellement présenté comme la première recrue du Sporting Clube de Portugal en vue de la saison 2013-2014. L'un des plus beaux moments de sa carrière intervient le 5 novembre 2014, en Ligue des champions de l'UEFA contre le FC Schalke 04 : à la 52e minute du match, alors que le score était alors de 1 but partout, il donne l'avantage au Sporting d'une frappe splendide qui fut ensuite élu plus beau but de la 4e journée de la phase de groupes avec 34 % des votes, devançant les buts de Koke, Pirlo, Heung-Min et Ibraimi.

## Statistiques
| Saison      | Club             | Pays     | Championnat | Championnat | Championnat | Coupes nationales | Coupes nationales | Coupe d'Europe | Coupe d'Europe | Coupe d'Europe | Total  | Total |
| Saison      | Club             | Pays     | Division    | Matchs      | Buts        | Matchs            | Buts              | Type           | Matchs         | Buts           | Matchs | Buts  |
| ----------- | ---------------- | -------- | ----------- | ----------- | ----------- | ----------------- | ----------------- | -------------- | -------------- | -------------- | ------ | ----- |
| 2012 - 2013 | GD Estoril-Praia | Portugal | Liga        | 28          | 4           | 4                 | 1                 | -              | -              | -              | 32     | 5     |
| 2013 - 2014 | Sporting CP      | Portugal | Liga        | -           | -           | -                 | -                 | -              | -              | -              | -      | -     |

Dernière mise à jour le 1er juin 2013.

## Palmarès
- Campeonato Paulista : 2008
- Campeonato Pernambucano : 2012
- Coupe du Portugal : 2015